# تورتولي
تورتولي، (بالإنجليزية: Tortolì)‏، (سردينيا: tortoˈli) هي بلدية في سردينيا، في مقاطعة نوورو. 

## السكان
في سنة 1861 بلغ عدد السكان 1٬913 نسمة، وتطور العدد ليصل في سنة 2011 لـ 10٬743 نسمة.
يظهر هذا المخطط البياني تطور النمو السكاني لـ تورتولي

## توأمة
لتورتولي اتفاقيات توأمة مع:
- فينوسا